# دانته دی لورتو
دانته دی لورتو (انگلیسی: Dante Di Loreto؛ زادهٔ ) تهیه‌کننده فیلم، مدیر اجرایی تولید، بازیگر تلویزیون، بازیگر سینما، و تهیه‌کننده تلویزیونی اهل ایالات متحده آمریکا است. وی همچنین برندهٔ جوایزی همچون جوایز امی ساعات پربیننده شده‌است.